# Református templom (Nagypeterd)
A nagypeterdi református templom a Baranya vármegyei Nagypeterd 1786-ban épült, ma műemléki védelem alatt álló temploma.

## Története
A nagypeterdieknek, akik már a 16. század első felében áttértek a református vallásra, a törökök kiűzése utáni első temploma rövid fennállás után, 1703-ban elpusztult, miután a környéken dúló rácok felgyújtották. Helyette valószínűleg 1722-ben épült a következő templom, majd 1786-ban a ma is álló, immár nem fából, hanem tartósabb anyagokból készült épület.
Ez a templom együtt épült más eklézsiai épületekkel: Ujj János prédikátor 1787-es feljegyzéséből tudjuk, hogy ezek összköltsége 1005 forint és 83 dénár volt. A mesterembereket 80–90%-ban készpénzben fizették, a fennmaradó összeget búzában, borban és pálinkában kapták meg. Az alapok Bükkösdről származó terméskőből épültek, a falak téglából. Bár a templom lényegében 1786-ban elkészült, még a hamarosan megtörtént felavatása után sem volt teljes, padlóburkolását például 1792-ben végezték el.
Eredetileg nem volt tornya. Két, 1805-ben készült harangja egy különálló harangtoronyban helyezkedett el. A torony építése a Tiszabecsről idekerült Pál István prédikátorhoz köthető, aki 1803-tól 1824-ig tevékenykedett Nagypeterden. Bár már 1807-ben megállapodtak a kőművessel (és előleget is fizettek neki), de a téglaégetés mégis csak 1816-ben kezdődött el, és egészen 1819-ig eltartott, így a torony csak 1820-ra lett kész. Ezek után a régi harangokat ide helyezték át, ám mivel az egyik meghasadt, 1826-ban beolvasztották, és részben ennek az anyagából öntettek egy újat, 502 forintért. Még az évtized elején a templomot egy kis oldalcsarnokkal is bővítették.
1825-től 1828-ig az egyházközségben vita zajlott arról, hogy a többek által óhajtott boltozatot építsék meg a templomban vagy Szalay Antal prédikátor kapjon sövényfalú háza helyett egy új paplakot. Végül előbbi mellett döntöttek: a munkákat pécsi mesterek végezték, a kő Megyefáról, a fenyő szálfák Boldogasszonyfáról, az állványnak való fa a keresztúri erdőből, a zsindely pedig Szentmihályfáról származott. De a presbiterek (köztük a bíró) nem elégedtek meg ennyivel: 1832-ben úgy döntöttek, szebb oldalcsarnokot és szószéket is építtetnek. Egy szigetvári kőműves 52 forintért, 30 krajcárért és 3 pozsonyi mérő rozsért vállalta a munkát, és 1835-re elkészült vele. Az impozáns téglaépítmény igen hasonló a Somogy vármegyei Darányban találhatóhoz.
A 19. század elején történt átalakítások során a berendezés sokat változott: a régi deszkamennyezet eltűnt, a karzatokat átépítették, a színes díszítések megfogyatkoztak, viszont kívül a tetőt 1836-ban ismét zsindelyekkel fedték be, így az nem változott meg jelentősen. Az orgonát 1880-ban szerelték be, bár a hangszer már 13 évvel azelőtt elkészült. 1890-ben 2704 forintért az egész templomot felújították: a munkálatokat Végh József ács és kőműves, Király József asztalos és Csukás Zoltán bádogos végezte. Az első világháborúban nagy szükség volt a fémre, ezért a nagypeterdiek háborús célokra felajánlották a kisebbik harangjukat (részben azért, hogy a nagyobbat így megmentsék), de végül a katonai hatóság a nagyharangot is lefoglalta. Helyette 2002-ben kapott egy új, két és fél mázsás harangot. 1974-ben, 1986-ban és 2012-től újabb felújítások következtek.

## Leírás
A 25 méter hosszú, 8,3 méter széles és közel 29 méter magas, késő (klasszicizáló) barokk templom Nagypeterd 6-os útra merőleges főutcáján, a 6-ostól délre található. Tornya a keleti oldalon magasodik, egyik bejárata itt, a másik a déli oldalon nyílik; előbbinek rokokó, utóbbinak klasszicista jellegű faragott ajtói vannak. A templomhajó apszisa lekerekített, rá félpillérekkel megtámasztott csehsüvegboltozat terül.
Szószéke az északi fal közepéhez csatlakozik és két dór oszlop támasztja alá. A padsorok mind efelé fordulnak. Nyugaton, a torony felől találhatók a nők, keleten a férfiak padjai, de középen egy kisebb, presbiteri padcsoport is elhelyezkedik. A szószék falazott feljárójához egy neoreneszánsz Mózes-szék támaszkodik, előttük pedig Nemes Baán János 1877-es alkotása, a siklósi vörös márványból készült úrasztala áll.
A templombelső különös értéket képviselő része a két karzat egyikének, a nyugatinak az alján levő festett díszítésű deszkaborítás. Bár régen valószínűleg a templom mennyezete is ki lehetett festve, ma ennek már nincs nyoma, az viszont lehetséges, hogy a karzat aljának legalább egy része korábban a mennyezetet díszítette. A festett deszkák ma a 6,7 m × 5,6 m-es karzatnak mindössze nagyjából a felét borítják, és látható, hogy a múltban átrendezték őket, néha részben át is festették (de színűk így is fakó), illetve vannak köztük félbevágottak is. Alapszínűk többnyire kék, de van köztük zöld is, mintáik pedig két különböző stílust jelenítenek meg, és valószínűleg két különböző alkotó munkái. Tíz táblán népies rokokó minták láthatók (indákkal, virágokkal, kagylókkal), míg a két hátsó táblán egyszerűbb, kis karikákból álló díszítések jelennek meg. Közös jellemzőjük, hogy mellőzik a szimmetriát, mégis kiegyensúlyozottak.